# Karlo Feliks od Sardinije
Karlo Feliks (ital. Carlo Felice) (Torino, 6. april 1765. – Torino, 27. april 1831), sardinijski kralj od 1821. do 1831. godine. Kao najmlađi od sinova Vitorija Amedea III od Sardinije, nasledio je svoga brata Vitorija Emanuela I, koji je abdicirao s prestola. Kao ni njegova braća, ni on nije ostavio muškog potomka zbog čega je kraljevska kruna prešla na dinastiju Savoja-Karinjano, mlađi ogranak Savojske dinastije.

## Biografija
Preuzeo je presto u vreme revolucionarnih nemira tokom kojih je građanstvo zahtevalo novi ustav. Revolucija je ugušena intervencijom austrijske vojske, nakon čega je Karlo Feliks vladao apsolutistički narednih deset godina.
Budući da ni on, ni njegova braća nisu ostavili muško potomstvo, bio je poslednji vladar iz glavne loze Savojske dinastije. Posle smrti, naslijedio ga je rođak, Karlo Albert, iz bočne grane dinastije.